# 란트베어 운하

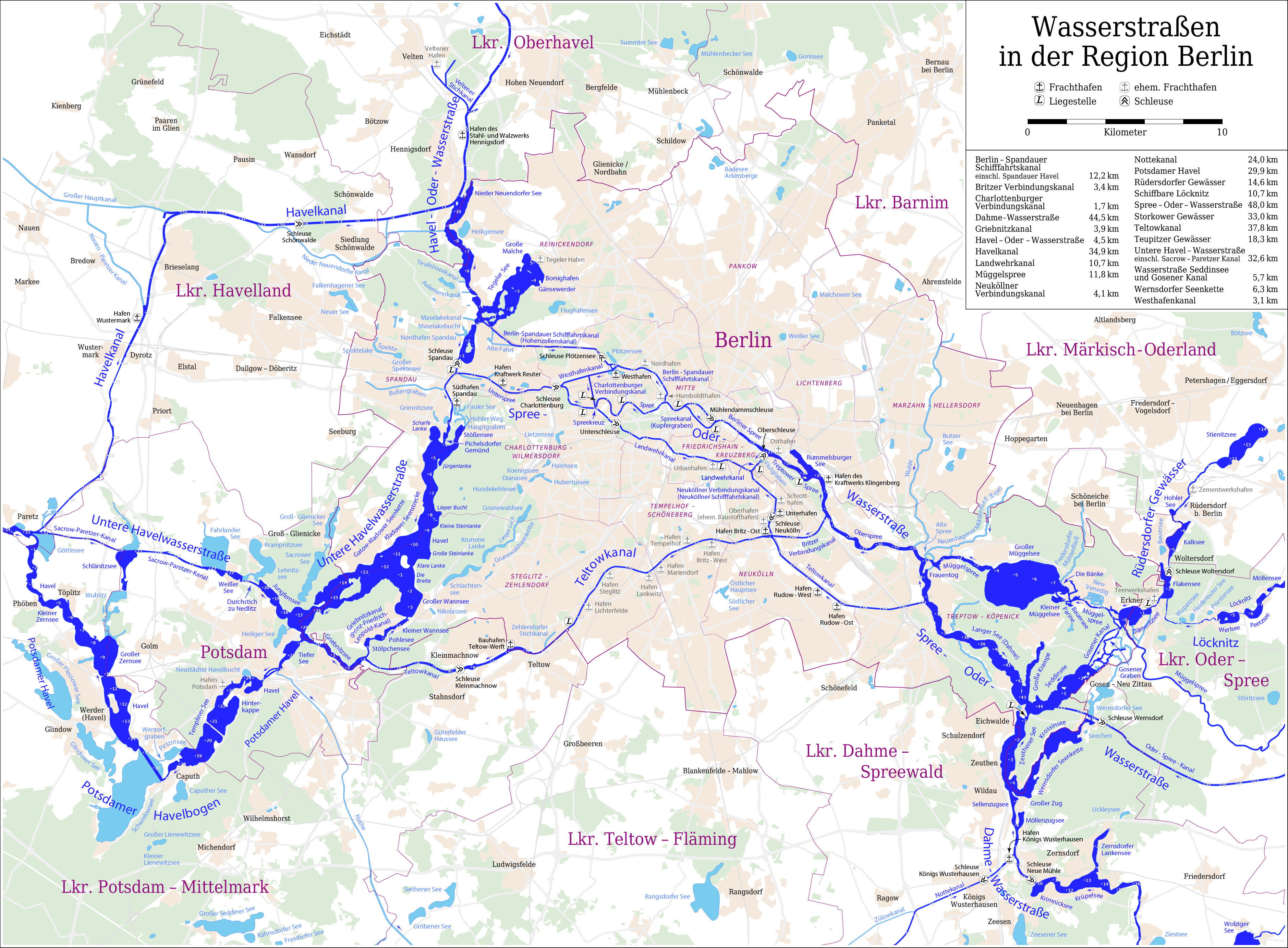
베를린의 내륙수로 지도

란트베어 운하(독일어: Landwehrkanal, LWK)는 독일 베를린 시내를 흐르는 운하이며, 법적으로는 슈프레-오더 수로(Spree-Oder-Wasserstraße, SOW)의 일부이다. 베를린 시내를 흐르는 슈프레강의 수로로서의 기능을 분담하며, 베를린 동항(SOW 21.14 km)에서 갈라져서 샤를로텐부르크 갑문(SOW 9.08 km)에서 합류하며, 운하 자체의 길이는 10.73 km이다. 베를린의 크로이츠베르크, 노이쾰른, 티어가르텐, 샤를로텐부르크 지역을 통과하며, I급 수로로 지정되어 있다.
란트베어 운하의 기점은 샤를로텐부르크의 슈프레 분기점(Spreekreuz)에서 시작한다. 선박 통행이 가능한 부분의 폭은 22 m, 중심부에서의 수심은 2 m이다. 동서간 평균 고저차는 약 2 m이며, 기점 10.57 km에 있는 상부 갑문(Oberschleuse Berlin)과 기점 1.67 km에 있는 하부 갑문(Unterschleuse)으로 고저차를 극복한다.
2013년 이후에는 상부 갑문에서 하부 갑문 방면(동쪽에서 서쪽)으로만 선박이 운항할 수 있으며, 최대 허용 속도는 6 km/h이다. 인력으로만 추진되는 선박과 출력 3.69 kW 미만인 선박은 제한에서 제외된다.

## 시설
운하의 최소 수심은 1.57 m, 최대 폭은 22.60 m이지만 최소 폭은 10 m이며, 운하 좌우 부분에는 급경사가 있어서 선박이 직접적으로 정박할 수 없다. 운하 양쪽의 수문은 운하 내 수위 통제 기능도 담당하며, 슈프레강의 수심괴는 관계 없이 운하 내 수위는 1.50 m 이상으로 유지된다. 운하 건설 당시에는 크로이츠베르크의 도심항(Urbanhafen)과 쇠네베르크항이 있었으나 이후에 폐쇄되었다. 쇠네베르크항의 부지는 폐쇄 이후 공원화되어 멘델스존 바르톨디 공원(Mendelssohn-Bartholdy-Park)이 조성되었다. 도심항은 루이젠슈타트 운하(Luisenstädtische Kanal)를 통해서 북쪽으로 슈프레강과 연결되었으나, 1926년/1927년에 폐쇄되었고 과거의 수로 부지에는 녹지 공원이 조성되었다. 운하 설계 당시에는 운하 유역을 따라서 수변 공원을 조성할 계획이었으나, 당시 베를린은 별도의 하수도망이 없었고 하수가 운하로 유입되는 구조였기 때문에 공원화의 효용성이 부족했다.
운하 건설 당시부터 기능에 제약이 있었다. 좁은 폭 때문에 선박의 교행이나 추월 과정에서 선박 및 운하가 손상되기 쉬웠고, 모래가 유입되면서 운항에 지장을 주었다. 1880년에는 일방 통행만 가능하도록 규정되었고, 1883년부터 1890년까지 첫 확장 공사가 진행되었다. 이 과정에서 폭이 22 m로 확장되었고 좌우 유역이 깎아내린 형태로 변경되었다. 확장 공사 이후 수심이 1.75 m로 깊어졌고, 과거에 설치되었던 도개교는 높이를 높이면서 고정형 교량으로 변경했다. 1936년부터 1941년까지 두 번째 확장 공사가 진행되었고, 이 과정에서 갑문이 확대되었다. 운하 중심부에서는 수심이 2 m로 더 깊어졌다. 운하 위를 지나는 교량은 변경되지 않았으며, 이에 따라서 통행 가능한 선박 높이가 제한되어 있다.
운하를 가로지르는 교량은 총 36개이며, 대부분은 도로교이다. 이 중에는 베를린 U반의 철교가 2곳 포함되어 있다.

## 사건 사고
1919년 1월 15일에 로자 룩셈부르크가 살해당한 후 그의 시체가 란트베어 운하의 리히텐슈타인교(Lichtensteinbrücke)와 코넬리우스교(Corneliusbrücke) 사이에 던져졌다. 1919년 5월 말이 되어서야 시체가 발견되었다. 1920년 2월 17일 밤에는 애나 앤더슨이 벤틀러교(Bendlerbrücke)에서 자살 시도를 했으나 실패했다.